# Veinticuatro de Diciembre
Veinticuatro de Diciembre är en ort i Mexiko.   Den ligger i kommunen Villa Corzo och delstaten Chiapas, i den sydöstra delen av landet, 700 km sydost om huvudstaden Mexico City. Veinticuatro de Diciembre ligger 573 meter över havet och antalet invånare är 434.
Terrängen runt Veinticuatro de Diciembre är kuperad åt nordost, men åt sydväst är den platt. Runt Veinticuatro de Diciembre är det ganska glesbefolkat, med 24 invånare per kvadratkilometer. Närmaste större samhälle är Villa Corzo, 11,7 km sydväst om Veinticuatro de Diciembre. Omgivningarna runt Veinticuatro de Diciembre är en mosaik av jordbruksmark och naturlig växtlighet.